# James Franklin Collins

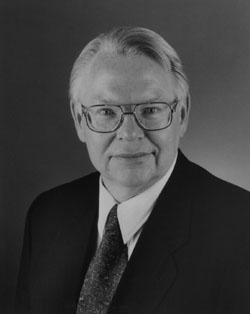
James Franklin Collins

James Franklin Collins (* 4. Juni 1939 in Aurora, Illinois) ist ein ehemaliger US-amerikanischer Diplomat, der unter anderem zwischen 1996 und 2001 Botschafter in der Russischen Föderation war.

## Leben
James Franklin Collins begann nach dem Schulbesuch zunächst ein grundständiges Studium an der Harvard University, das er 1961 mit einem Bachelor of Arts (BA) beendete. Ein darauf folgendes postgraduales Studium an der Harvard University schloss er 1964 mit einem Master of Arts (MA) ab. Er absolvierte zudem einen Gaststudienaufenthalt an der Lomonossow-Universität Moskau und war später Professor an der US Naval Academy in Annapolis.
Collins war von 1990 bis 1992 als Ständiger Vertreter stellvertretender Botschafter in der Russischen Föderation und war als solcher während des Augustputsches 1991 für zwei Wochen Botschafter ad interim. Das Amt als Botschaft ad interim in der Russischen Föderation bekleidete er erneut vom 19. November 1992 bis zum Amtsantritt von Thomas R. Pickering am 12. Mai 1993. Am 19. Dezember 1995 wurde er als Ambassador at Large zum Sonderbotschafter von Außenminister Warren Christopher beziehungsweise ab dem 23. Januar 1997 Madeleine Albright ernannt und war während dieser Zeit bis zum 1. August 1997 Sonderberater für die Gemeinschaft Unabhängiger Staaten (GUS). Während dieser Zeit wurde er am 1. August 1996 als Nachfolger von Thomas R. Pickering zum Botschafter in der Russischen Föderation ernannt und überreichte am 26. Januar 1998 seine Akkreditierung. Er verblieb auf diesem Posten bis zu seinem Rücktritt am 10. Juli 2001 und wurde daraufhin von Alexander Vershbow abgelöst.
James F. Collins, der sich auch für die American Academy of Diplomacy engagierte, unterstützte die Wahlkämpfe von John Kerry bei der Präsidentschaftswahl 2004 sowie von Hillary Clinton bei der Präsidentschaftswahl 2016.